# Photo Kano
Photo Kano (japanisch フォトカノ, Fotokano, deutsch: „Foto-Freundin“) ist ein japanisches Dating-Simulations-Spiel (Ren’ai-Simulation). Das Spiel erschien am 2. Februar 2012 für die PlayStation Portable sowie mit Zusatzinhalten als Photo Kano Kiss für die PlayStation Vita am 25. April 2013. Neben den Spielen erschienen fünf Manga und eine TV-Anime-Adaption.

## Inhalt
Photo Kano handelt von dem Oberschüler Kazuya, der eines Tages von seinem Vater eine alte Kamera bekommt. Von da an beschäftigt er sich intensiv mit seinem neuen Hobby und beginnt, die Welt mit anderen Augen zu sehen. Er entdeckt seine Umwelt noch einmal neu und tritt bald der Foto-AG bei. Seine Kamera, denkt er, wird ihm helfen, neue Freunde zu finden. Vor allem aber lernt er durch sie viele Mädchen kennen, denn sie alle wollen vor seine Linse.

## Veröffentlichung
Photo Kano wurde von Dingo und Enterbrain entwickelt und von Kadokawa Games publiziert. Ursprünglich sollte das Spiel am 29. September 2011 erscheinen, verzögerte sich allerdings bis zum 2. Februar 2012. Am 29. Februar 2012 erschien es zusätzlich als Download-Version im PlayStation Network. Eine Neuauflage, Photo Kano Kiss, mit verbesserter Grafik, Spielmechanismen und einem neuen Handlungsstrang erschien für die PlayStation Vita am 25. April 2013. Diese erhielt am 5. Februar 2015 eine zusätzliche Erweiterung.

## Adaptionen

### Manga
Die erste Manga-Adaption, Photo Kano: Sweet Snap, gezeichnet von Yuzuki N’ erschien am 27. November 2011 (Ausgabe 1/2012) in ASCII Media Works’ Manga-Magazin Dengeki Maoh, noch vor der Veröffentlichung des Spiels und lief bis zum 27. Juli 2013 (Ausgabe 9/2013). Die Kapitel wurden auch in drei Sammelbänden (Tankōbon) zusammengefasst.
Der zweite Manga, Photo Kano: Your Eyes Only, von Nylon erschien am 24. Februar 2012 (Ausgabe 5/2012) bis 20. September 2013 (Ausgabe 18/2013) im Magazin Young Animal von Hakusensha. Die Fortsetzung Photo Kano: Your Eyes Only Special Photo startete am 29. Juni 2012 in der Young Animal Island No. 19, wechselte dann nach deren Einstellung in dessen Nachfolger Young Animal Innocent No.1 vom 19. März 2014. Der erste Teil wurde in vier, der zweite in einem Sammelband erneut veröffentlicht.
Photo Kano: Memorial Pictures von Taichi Amasora erschien erstmals am 12. März 2012 (Ausgabe 4/2012) und lief bis 2013 in der Comic Earth Star von Earth Star Entertainment. Die Kapitel wurden in drei Sammelbänden zusammengefasst.
Photo Kano: Happy Album von Kaisanbutsu erschien am 30. Mai 2012 im Magazin Gianism (Vol.2) und endete in der Tech Gian am 21. August 2013 (Ausgabe 10/2013). Photo Kano: Love Album von Takao Hino erschien vom 22. Juni 2012 bis 23. August 2013 in der Famitsu Comic Clear. Beide Reihen wurde auch von Enterbrain in je zwei Sammelbänden zusammengefasst.

### Light Novel
Enterbrain veröffentlichte am 30. März und 30. Juni 2012 zwei Bände einer Light-Novel-Reihe mit dem Titel Photo Kano: Pentaprism Memories (フォトカノ ペンタプリズム・メモリーズ), die von Fumihiko Shimo geschrieben wurde. Die Illustrationen stammten von Natsume Shimano.

### Anime
Eine 13 Episoden lange Anime-Adaption entstand im Studio Madhouse unter der Regie von Akitoshi Yokoyama, der auch das Drehbuch schrieb. Die ersten vier Folgen stellen dabei die gemeinsame Route am Anfang des dar und jede nachfolgende Episode die mögliche Route einer der Mädchen. Der Anime lief in Japan vom 5. April bis 28. Juni 2013 nach Mitternacht (und damit am vorigen Fernsehtag) auf TBS erstausgestrahlt, sowie mit Versatz auch MBS, CBS und BS-TBS.
Der Vorspanntitel Koisuru Lens (恋するレンズ, Koisuru Renzu) wurde von Hayato Kaori gesungen, der Abspanntitel Smile F (スマイルF, Sumairu F) wurde von Uta Kano, einer Band bestehend aus den Synchronsprechern Kanae Itō, Mai Nakahara, Hisako Kanemoto, Kaori Mizuhashi, Chiwa Saitō und Miyuki Sawashiro gesungen, die ersten vier Folgen von allen gemeinsam und danach von der jeweiligen Protagonistin allein.
In den USA wurde der Anime von Sentai Filmworks lizenziert und erschien 2014 auf DVD und Blu-ray. In Deutschland wurde der Anime von dem Publisher Kazé erworben.

#### Synchronsprecher
| Rolle               | Japanische Stimme  | Deutsche Stimme     |
| ------------------- | ------------------ | ------------------- |
| Kazuya Maeda        | Nobunaga Shimazaki | Patrick Mölleken    |
| Haruka Niimi        | Kanae Itō          | Jana Kilka          |
| Hikari Sanehara     | Kaori Mizuhashi    | Johanna Bergmann    |
| Aki Muroto          | Mai Nakahara       | Betül Jülide Gülgec |
| Nonoka Masaki       | Chiwa Saitō        | Katharina Gast      |
| Mai Sakura          | Hisako Kanemoto    | Winnie Brandes      |
| Rina Yunoki         | Asuka Ōgame        |                     |
| Tomoe Misumi        | Miyuki Sawashiro   | Ela Paul            |
| Kanon Maeda         | Mariya Ise         | Samira Jakobs       |
| Hiromichi Kudō      | Hikaru Midorikawa  | Peter Lehn          |
| Itta Nakagawa       | Minoru Shiraishi   | Dennis Saemann      |
| Takashi Azuma       | Nobuhiko Okamoto   | Lars Falinski       |
| Katsumi Kurebayashi | Kaoru Mizuhara     | Birte Baumgardt     |